# Алан Пінкертон
А́лан Пі́нкертон (англ. Allan Pinkerton; нар. 21 серпня 1819, Ґлазґо, Шотландія, Британська імперія — пом. 1 липня 1884, Чикаго, Іллінойс, США) — американський підприємець шотландського походження. Став відомим як один з перших детективів США і як засновник першого приватного детективного агентства в США — Національне детективне агентство Пінкертона (англ. Pinkerton National Detective Agency, нині — Pinkerton Government Services). Учасник Громадянської війни у США, був засновником секретної служби військ Союзу, а також упередив змову проти президента США Авраама Лінкольна.

## Життєпис

### Перші роки
Алан Пінкертон народився 25 серпня 1819 року у шотландському місті Ґлазґо, що тоді входило до складу Британської імперії в сім'ї сержанта муніципальної поліції міста Ґлазґо Вільяма Пінкертона та його дружини Ізабелли. Алан був молодшою дитиною у сім'ї. У 1828 році Вільям помер від тілесних ушкоджень, отриманих від в'язня, якого він охороняв. Однак, за іншими даними Вільям Пінкертон звільнився зі служби через проблеми зі здоров'ям, а потім до смерті у 1827 році працював ткачем.

Гравюра «Чартиський бунт» з книги Корнеліуса Брауна «Правдиві історії царювання королеви Вікторії» 1886 року

Через поганий матеріальний стан сім'ї, пов'язаний зі смертю батька Алану довелося покинути школу і йти працювати. Пінкертон-молодший влаштувався працювати учнем ткача, але згодом покинув це заняття. У деяких джерелах це пов'язують з маленькою зарплатнею, так чи інакше, після звільнення молодий Алан зайнявся бондарством. Згодом юнак став активним членом радикальної політичної течії чартистів, які боролися за демократизацію британського політичного строю та покращення соціального стану для бідняків. Пінкертон був настільки активним чартистом, що британська поліція навіть виписала ордер на його арешт у якийсь момент.
Не відомо чи знав Пінкертон про арешт, однак британська поліція так і не встигла арештувати шотландця. 13 березня 1842 року, у віці 23-х років, Алан Пінкертон, разом з дружиною, Джоан Керфрі, емігрував в Америку. Спочатку сім'я хотіла поселитися у Канаді, однак оселилися у місті Чикаго, штат Іллінойс. Грошей у Алана було не багато і у перший час сім'ї доводилося доволі важко. Тому 1843 року вони переїхали у маленьке містечко Данді в окрузі Кейн де Пінкертон відкрив свою власну бондарську лавку. Бізнес іммігрантів швидко розвивався, якість та ціна приваблювали клієнтів. Алан Пінкертон навіть почав займатися політикою. Однак, з цього нічого так і не вийшло.

### Початок кар'єри
Одного разу Пінкертон шукав гарну деревину для своєї бондарської крамниці і потрапив на невеликий острів, який знаходиться неподалік містечка на озері Мічиган. На жаль не відомо, що конкретно знайшов на острові Алан, однак, за легендою, там Алан розкрив банду фальшивомонетників. Після цього підприємець привів на острів шерифа й узяв активну участь у затримці шахраїв. Після цього інциденту молодий Пінкертон отримав славу в окрузі. Місцеві підприємці втрачали великі гроші через шахраїв, які орудували у місті. Після фальшивомонетників хтось почав фабрикувати накладні. Алану запропонували гонорар за те, щоб той дізнався хто цим займається. Виявити злодія видалося набагато важче ніж у минулий раз, але Пінкертон, все ж, знайшов його. Ним був Джон Крейґ. Алан втерся йому у довіру під видом шахрая й організував затримання Крейґа.
Завдяки своїм навичкам, у 1846 році, шотландця було призначено на посаду заступника шерифа округу Кейн, а згодом округу Кук з офісом у столиці штату. Працюючи у поліції Пінкертон досяг успіху, розкриваючи важкі справи. Його наймали навіть Міністерство фінансів США і поштова служба. У цей час він перевіз сім'ю у Чикаго і став першим офіційним детективом поліції. Однак через кілька років Пінкертон вирішив покинути державну службу.

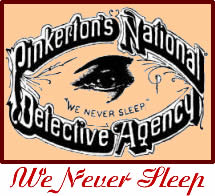
Логотип Національної Детективної Агенції Пінкертона зі слоганом

Після звільнення, 1850 року, разом з відомим чиказьким повіреним Алан відкрив приватне детективне агентство Північно-Західна Поліцейська Агенція (англ. The North-Western Police Agency). Але партнери разом працювали не довго. Після того, як Пінкертон залишився один, 1852 року, він перейменував фірму на Національну Детективну Агенцію Пінкертона (англ. The Pinkerton National Detective Agency). Майже з самого початку на Алана працювало 11 детективів. Спочатку компанія займалася упередженням і розкриттям злочинів на залізниці та пошуком фальшивомонетників. Компанія стала першим і найбільш відомим детективним агентством США. Логотипом компанії стало відкрите людське око зі слоганом — «Ми ніколи не спимо». Пінкертону вдалося відкрити свою справу майже без конкуренції. Поліції на той час було важко працювати, до того ж вона, здебільшого, працювала у великих містах. Так поліцейське управління у Чикаго налічувало близько двадцяти співробітників. До того ж у ті роки були поширені знамениті грабунки потягів, а великі компанії були зацікавлені у тому, щоб їх власність перебувала у безпеці.
У порівнянні зі своїми конкурентами агенція Пінкертона не грабувала своїх клієнтів, як це робило більшість інших приватних охоронних компаній, а також не прив'язувалася до якогось одного штату, або території, а діяла на усій території Сполучених Штатів. До того ж саме ця компанія першою стала вести приватні картотеки злодіїв з їх фотографіями, а також саме у цій компанії, 1856 року, вперше було прийнято на роботу жінку-детектива. Нею стала Кейт Варн. Кейт, як перша жінка-детектив, намагалася довести, що жінки детективи не гірше, ніж чоловіки. Згодом Пінкертон впевнився у цьому. Жінка може збирати інформацію тем, де чоловік не здогодається — дружини, подруги тощо. Завдяки саме пані Варн керівник компанії відкрив згодом спеціальний жіночій відділ.
На початку 1860-х років Аланом було відкрито кілька філіалів на усій території США. Це відбулося завдяки зростанню попиту на послуги агентства, а також росту репутації Пінкертона.

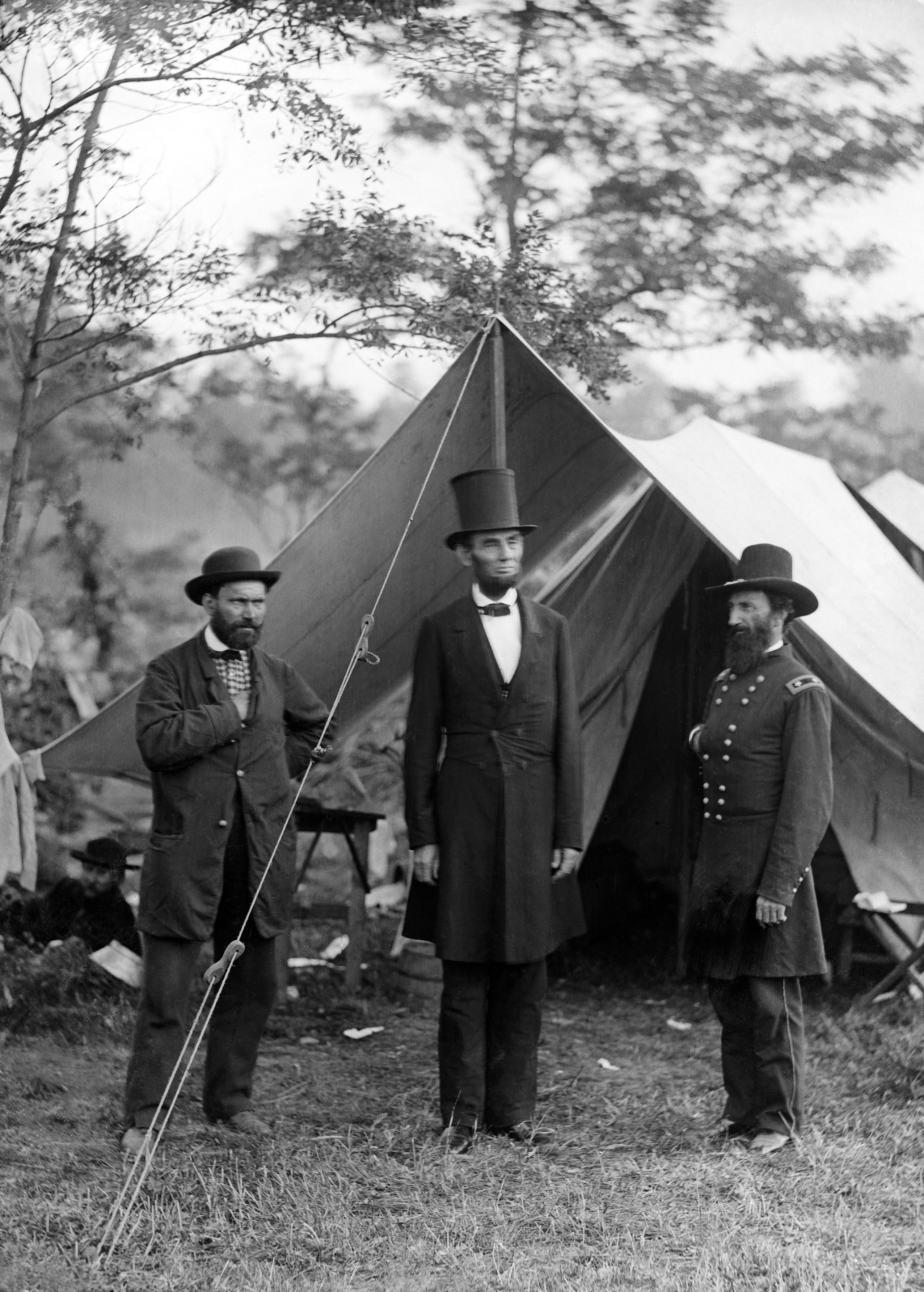
Алан Пінкертон, Авраам Лінкольн і генерал Джон МакКлернанд. 3 жовтня 1862 року, Меріленд

### Громадянська війна
Тоді ж, у лютому 1861 року, у країні збільшувалася напруга між Півднем і Північчю, було зрозуміло, що скоро почнеться війна. Уряд північних штатів боявся саботажу на залізниці. Президент залізничної компанії Семюель Фелтон запросив «пінків» у Балтимор. Їх найняли для виявлення саботажу і недопущення цього. Працівники агентства швидко знайшли шпигунів конфедератів, які мали влаштувати диверсію, але, окрім того, вони також дізналися про підготовку замаху на президента Авраама Лінкольна, який їхав з Філадельфії у Вашингтон і збирався зупинитися у Балтиморі.
Після цієї знахідки Фелтон і Пінкертон поїхали на зустріч президенту та вмовили його не зупинятися у Балтиморі. При цьому потяг пройшов містом вночі, а не зранку, як планувалося, а «пінки» зайнялися особистою охороною 16-го президента. Звістка, що саме Пінкертон упередив смерть одного з найвидатніших державних діячів Північної Америки набула широкого розголосу. Однак, згодом з'явилися чутки про те, що Алан вигадав замах задля реклами своєї компанії. Ці чутки переросли у такий скандал, що президент відсторонив агенцію від охорони і розпорядився заснувати державну службу.
Не зважаючи на звинувачення у брехні, президент агентство не відсторонив від Громадянської війни. Так завдяки зв'язкам у керівництві армії Союзу Пінкертона було призначено головою спеціальної служби військової розвідки Півночі. Справа у тому, що після призначення командуючим армії генерала Джона МакКлеллана, який раніше працював у залізничній компанії і був знайомий з Пінкертоном. В обов'язки Алана входило виявлення агентів Півдня в армії Союзу та отримання розвідувальних даних для штабу командуючого. Саме цей шотландець вважається батьком сучасних американських секретних служб. «Пінки» вдало виявляли агентів Конфедерації, а також виконували секретні місії на території південних штатів. Особисто ж Алан займався збором секретної інформації. Він неодноразово виїжджав у Джорджію, Міссісіпі та Теннессі під вигаданим ім'ям майора Ей. Джей. Аллен (англ. E. J. Allen).

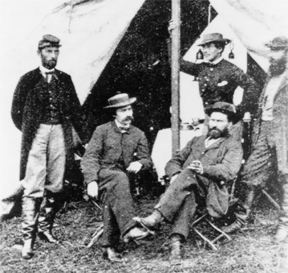
Алан Пінкертон (сидить праворуч)

Однак південна розвідка також мала успіхи. Збільшилися випадки провалів військових операцій, тому працівники агентства розпочали контррозвідувальну роботу. Виявилося, що агентом конфедератів у Вашингтоні була Розі Ґрінгау. Пінкертон особисто втерся їй у довіру і здобув інформацію про її причатність до розвідувальної служби Півдня. Ґрінгау було арештовано, а під час обшуку в неї виявили записну книгу з іменами агентів КША. Однак, згодом сталася трагедія у рядах розвідників Півночі. У цей період війни Лінкольн вирішив зробити гарний жест і випустив з в'язниць усіх жінок, які воювали на боці КША. На думку політиків цей крок повинен був привернути увагу тих, хто не прийняв сторону у ході війни. У списку жінок була також і Розі. Пінкертон просив, щоб її випустили де завгодно, але тільки не у Вірджинії, де працювало кілька агентів, яких Ґрінгау знала в обличчя. Зокрема, Тімоті Вебстар, права рука Пінкертона. Він зумів влаштуватися кур'єром Військового департаменту конфедератів. Він доставляв секретні матеріали. Після звільнення Розі Ґрінгау вона викрила усіх агентів Півночі, яких знала і усі вони разом з Вебстаром були арештовані та страчені конфедератами.
Пінкертон відкрито заявив про незадоволення цим рішенням влади північних штатів. В уряді, в той же час почали з'являтися чутки, про те що служба Пінкертона працює не ефективно, говорили, що інформація, отримана «пінками», не відповідає дійсності. У 1862 році МакКлеллана було відправлено у відставку. Через це Алан також подав заяву про звільнення.

### Подальша доля

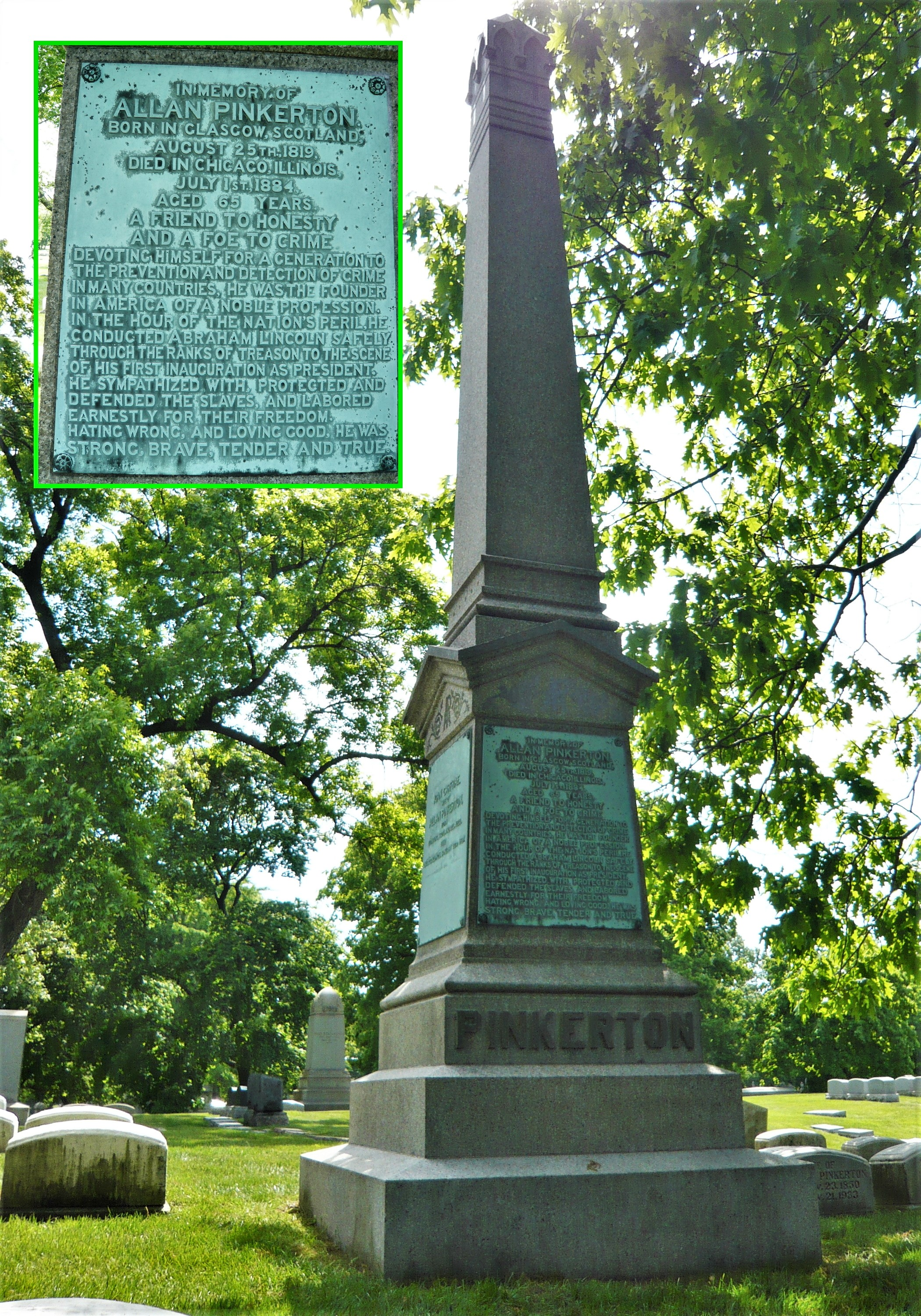
Могила Алана Пінкертона

Після того, як Пінкертон пішов з секретної служби він не припинив співробітництво з урядом. Однак, Алан більше не займався ні розвідкою, ні контррозвідкою. Основним заняттям колишнього помічника шерифа був пошук шахраїв, які отримували прибуток з держзамовлень. Пінкертон повернувся до свого агентства.
Після вбивства Лінкольна у 1865 році, та ж преса, яка кілька років тому звинувачувала підприємця у брехні, почала писати про те, що, якщо б «пінки» охороняли президента він міг бути живим. У 1866 році відомство Пінкертона розкрило пограбування потягу. Злочинцями було вкрадено велика кількість грошей на той час — 700 тисяч доларів США з сейфу Adams Express Company.
Вважається, що практично усі перемоги над бандитами Дикого Заходу, серед яких — брати Ріно, Буч Кессіді, Санденс Кід, Джессі Джеймс — отримали саме люди Пінкертона. На той час детективи Пінкертона багато у чому були схожі своїми методами зі злочинцями.

### Останні роки і смерть
За своє життя Алан Пінкертон нажив собі багато ворогів, які бажали його смерті. Його ненавиділи бандити та деякі прості громадяни.
У 1869 році Пінкертон переніс частковий параліч, через що управління детективним агентством перейшло головним чином на його синів, Вільяма Аллана й Роберта. Алан Пінкертон помер 1 липня 1884 року, у віці 65-років, у Чикаго від гангрени. Цю хворобу він отримав під час прогулянки у місті, прокусивши язик. Після його смерті детективне агентство очолили його сини.

## Літературна діяльність
Після багатьох років детективної діяльності у Алана Пінкертона зібралося багато цікавих історій, завдяки чому він почав видавати книги. Існують плітки про те, що насправді Пінкертон наймав собі письменників, які вигадували усі історії, однак, підтвердження цьому немає. Серед відомих книжок Пінкертона можна позначити: Molly Maguires and the Detectives (1877 року), The Spy of the Rebellion (1883), де він виклав свою версію подорожі обраного президента Лінкольна у Вашингтон і мемуари, Thirty Years a Detective (1884 року).
- The Expressman and the Detective (1874 рік)
- Claude Melnotte as a Detective and Other Stories (1875 рік)
- The Detective and the Sonambulust (1875 рік)
- The Model Town and the Detectives: Byron as a Detective (1876 рік)
- The Spiritualists and the Detectives (1877 рік)
- The Mollie Maguires and the Detectives (1877 рік)
- Strikers, Communists, Tramps and Detectives (1878 рік)
- Mississippi Outlaws and the Detectives (1878 рік)
- The Gypsies and the Detectives (1878 рік)
- Criminal Reminiscences and Detective Sketches (1879 рік)
- Bucholz and the Detectives (1878 рік)
- Professional Thieves and the Detectives (1881 рік)
- The Rail-Road Forger and the Detectives (1883 рік)
- Bank-Robbers and the Detectives (1881 рік)
- The Spy of the Rebellion (1883 рік)
- The Burglar's Fate and the Detectives (1884 рік)
- Thirty Years a Detective (1884 рік, мемуари)[3]